# Nässlorna blomma
Nässlorna blomma är en roman från 1935 av den svenske författaren Harry Martinson. Nässlorna blomma, och fortsättningen Vägen ut, är delvis självbiografiska och skildrar en föräldralös pojkes osäkra tillvaro i fattigsverige.

## Handling
Boken handlar om den föräldralösa pojken Martin, som är Harry Martinsons alter ego, och är skriven utifrån barnets perspektiv. Martins far dör och hans mor far till Kalifornien. Alla som Martin tycker om försvinner ut ur hans liv. Han ackorderas ut som sockenpojke och får gå från gård till gård. Han får det hela tiden sämre. Språket i romanen beskrivs som medveten skrivkonst, med barnsliga innehåll.  Martin beskrivs som självisk, dum, barnslig, självmedlidande, inställsam, feg och falsk. Han idealiseras alltså inte.

## Mottagande
Nässlorna blomma blev vid sin utgivning en stor succé hos både kritiker och läsare. Boken lovordades med berömmande och entusiastiska recensioner i pressen och redan i slutet av året 1935 hade den tryckts i sin sjunde upplaga. Anders Österling skrev att Martinson "här samlat sina krafter till en bok som har äkta substans, det erfarnas djupa must och därtill drömlivets spindelsvävsglitter över den skådade verkligheten". "Den är ur alla synpunkter exceptionell; genom stoffets egenart, genom uppfattningens rikedom och känslans intensitet höjer den sig till ett levande verk, som absolut fyller sin plats i svensk litteratur av i dag och nog inte kommer att sköljas bort i första taget."